# 張允恭
張允恭（1583年—1633年），字乾吾，號紉蘭，山东莱州府掖县人。明朝政治人物。

## 生平
天啓元年（1621年）辛酉科山東鄉試舉人，天啓二年（1622年）壬戌科進士。初授义乌县知县，天啓五年（1625年）调任曲周縣知縣。六年擢刑部河南司主事。崇祯三年（1630年）升河南司员外郎，同年再晋郎中，四年出任河南彰德府知府，五年遷陕西延安府知府，升山东永平道副使，未任卒。